# Supersonus
Supersonus ist eine Gattung der Laubheuschrecken, die im Jahr 2014 für drei ebenfalls in diesem Jahr neu beschriebene Arten aufgestellt wurde, die im tropischen Südamerika leben. Der Name ist nach dem extrem lauten Paarungsgesang der Männchen gewählt, der im Ultraschall-Bereich oberhalb von 100 Kilohertz liegt (nach engl. Supersonic, eigentlich die Überschallgeschwindigkeit, aber gelegentlich auch für Ultraschall verwendet).

## Merkmale
Es handelt sich um kleine Laubheuschrecken mit einer Körperlänge etwa zwischen 10 und 18 Millimeter mit grüner oder gelblicher Färbung mit sehr langen, dünnen Beinen, die dem Tier einen spinnenähnlichen Habitus verleihen. Die Tiere sind extrem kurzflügelig (brachypter). Hinterflügel fehlen vollständig. Die Vorderflügel (Tegmina) sind in beiden Geschlechtern zu kleinen schuppenförmigen Gebilden reduziert. Die der Lauterzeugung dienenden Tegmina der Männchen sind asymmetrisch. Nur der rechte Flügel trägt eine als Spiegel (Speculum) bezeichnete Struktur aus einer dünnen Membran, die von starken Adern umgeben ist. Die als Schallsinnesorgane dienenden Tympanalorgane liegen, wie typisch für Laubheuschrecken, als schlitzförmige Organe in den Vorderschienen, sie sitzen an einer Verdickung des Glieds und sind etwas asymmetrisch, der innere kleiner als der äußere. Außerdem sind die Tibien der Vorder- und Mittelbeine durch lange, bewegliche Dornen gekennzeichnet. Die Gattung ist von verwandten Gattungen anhand der Gestalt der männlichen Genitalorgane (Subgenitalplatte, Tittilatoren und Cerci) unterscheidbar, von Arachnoscelis auch anhand der im männlichen Geschlecht nicht vergrößerten Mandibeln.

## Lauterzeugung
Die Gesänge der männlichen Laubheuschrecken werden durch Stridulation erzeugt, indem die beiden Flügelpaare gegeneinander gerieben werden. Dabei trägt der linke Flügel eine als "Feile" bezeichnete Zahnreihe auf einer Flügelader, über die der meist etwas aufgebogene Rand des anderen Flügels gezogen wird. Der erzeugte Ton wird durch resonante Schwingung des Flügels, insbesondere eines als Spiegel bezeichneten dünnen, von starken Adern aufgespannten Membranfelds, verstärkt. Die Frequenz des erzeugten Tons hängt in komplexer Weise ab von der Entfernung der Zähne der Feile, der Gestalt und Bewegungsgeschwindigkeit des rechten Flügelrands und von der Größe der mitschwingenden, lautverstärkenden Strukturen. Bei Supersonus wird der Ton in einer Tonhöhe von etwa 115 Kilohertz besonders effektiv verstärkt durch die besondere Struktur des Spiegels. Dieser besitzt einen Durchmesser von nur ca. 0,41 Millimeter (bei Supersonus aequoreus). Er kann durch das optimierte Verhältnis zwischen Schallwellenlänge und Durchmesser des Resonators möglicherweise als besonders effektiver Monopolstrahler wirken. Die Flügel werden bei Supersonus zudem nicht wie bei den meisten Laubheuschrecken bei der Lauterzeugung gewinkelt, sondern parallel flach zum Notum des Rumpfs gehalten, so dass eine Kammer entsteht. Nur wenige andere Insektenarten sind zu vergleichbar intensiver Tonerzeugung im Ultraschallbereich imstande.

## Lebensweise und Verbreitung
Die Arten der Gattung leben in tropischen Tieflandregenwäldern im Departamento del Chocó, Kolumbien und Provinz Pichincha, Ecuador. Aufgrund von Laborbeobachtungen und der Morphologie nimmt man räuberische Ernährungsweise an; die langen Dornen an der Unterseite der Beine werden, wie bei verwandten Arten, vermutlich eingesetzt, um kleine Beuteorganismen festzuhalten.

## Taxonomie und Phylogenie
Die neu beschriebenen Arten wurden, wie einige andere zentral- und südamerikanische Arten, bisher in die Gattung Arachnoscelis einbezogen. Neuere Untersuchungen lassen es aber wahrscheinlich erscheinen, dass weder die hier zu Supersonus gestellten Arten, noch die anderen hier eingeordneten Arten – mit Ausnahme der Typusart – tatsächlich zu dieser Gattung gehören. Über die Verwandtschaft der Artengruppe gibt es zwei Hypothesen. Entweder gehören sie innerhalb der Tettigoniidae in die Unterfamilie Listroscelidinae, oder zu den Meconematinae. Bei einer molekularen Studie anhand der DNA-Sequenz von sechs Genen erwiesen sich die Listroscelidinae als gegenüber Meconematinae und Hexacentrinae allerdings als paraphyletisch. Um die genauen Verwandtschaftsbeziehungen zu klären, ist eine Revision der Unterfamilie erforderlich.
Die Gattung Supersonus umfasst drei Arten, Supersonus aequoreus, Supersonus undulus, Supersonus piercei. Alle drei wurden in derselben Arbeit gemeinsam mit der Gattung beschrieben.